# Samantha Potter
Samantha Potter (6 de marzo de 1990) es una modelo estadounidense, más conocida por resultar finalista en la temporada 11 del reality America's Next Top Model.
Apareció en un episodio de la segunda temporada de la serie televisiva The Big Bang Theory titulado «The Panty Piñata Polarization».